# Staraoke
Staraoke est une émission de télévision française musicale pour la jeunesse diffusée sur Cartoon Network depuis le 9 septembre 2009 et présentée par Angie Doll et Mathieu Boldron en compagnie de GMan.

## Diffusion
L'émission est diffusée chaque mercredi, samedi et dimanche à 11h45.

## Principe
L'émission propose à deux équipes de deux candidats, âgés entre huit ans et douze ans, de s'affronter sur une chanson au cours d'un karaoké.
Les deux animateurs, Angie Doll et Mathieu Boldron, ouvrent le show en interprétant un tube en anglais. Ensuite, les enfants choisissent un nom pour leur équipe et inventent un cri de guerre. Lorsqu'ils chantent, leurs voix contrôlent un avatar, qui se déplace sur une piste parsemée d'étoile. Si les candidats chantent juste, leurs avatars récoltent des étoiles, tandis que s'ils chantent faux, ceux-ci dévient de la piste. 
L'équipe gagnante remporte une console de jeux.
Au programme donc, des chansons culte, des fausses notes, des fous-rires et des révélations...